# Liste der Gedenktafeln in Berlin-Altglienicke
Die Liste der Gedenktafeln in Berlin–Altglienicke enthält die Namen, Standorte und, soweit bekannt, das Datum der Enthüllung von Gedenktafeln.
Die Liste ist nicht vollständig.

## Altglienicke
| Bild | Name              | Standort                 | Datum der Enthüllung |
| ---- | ----------------- | ------------------------ | -------------------- |
|      | Berliner Mauer    | Berliner Mauerweg        |                      |
|      | Alfred Grünberg   | Schwalbenweg             |                      |
|      | Alfred Grünberg   | Grünbergallee 128        |                      |
|      | Lutz Schmidt      | Lutz-Schmidt-Straße 1    |                      |
|      | Lutz Schmidt      | Lutz-Schmidt-Straße 1    |                      |
|      | Johannes Sprenger | Berliner Mauerweg        |                      |
|      | Zweiter Weltkrieg | Schönefelder Chausee 100 |                      |